# كوفمان كولر
كوفمان كولر (بالإنجليزية: Kaufmann Kohler)‏ هو حاخام أمريكي، ولد في 10 مايو 1843 في فورت في ألمانيا، وتوفي في 28 يناير 1926 في سينسيناتي في الولايات المتحدة.

## وصلات خارجية
- كوفمان كولر على موقع الموسوعة البريطانية (الإنجليزية)